# Prvenstvo ZNP 1923
Il Prvenstvo Zagrebačkog nogometnog podsaveza 1923. (it. "Campionato della sottofederazione calcistica di Zagabria 1923") fu la quarta edizione del campionato organizzato dalla Zagrebački nogometni podsavez (ZNP), la decima in totale, contando anche le 4 edizioni del Prvenstvo grada Zagreba (1918-1919) e le 2 del campionato di Regno di Croazia e Slavonia (1912-1914, composto esclusivamente da squadre di Zagabria).
Il torneo fu vinto dal Građanski Zagabria, al suo secondo titolo nella ZNP, il quinto in totale.
Il campionato era diviso era diviso fra le squadre di Zagabria città (divise in quattro classi, razred) e quelle della provincia (divise in varie parrocchie, župe). La vincitrice della 1. razred veniva ammessa al Državno prvenstvo (il campionato nazionale) ed inoltre disputava la finale sottofederale contro la vincente del campionato provinciale.

## Avvenimenti
Dato che la stagione 1921-22 terminò solo a febbraio, i vertici della ZNP decisero di organizzare un nuovo campionato per il solo anno 1923.

La nuova stagione iniziò l'11 marzo con il primo turno della Kup ZNP, competizione ad eliminazione diretta che terminò con la finale del 24 maggio, con la vittoria del Građanski sul Penkala per 6–1.

Il campionato, chiamato I.A razred (prima classe "A"), iniziò in luglio e venne dominato dal Građanski, che lo vinse a mani basse, e si qualificò per il neonato campionato nazionale, il Državno prvenstvo 1923.

## Classifica
|                   | Pos. | Squadra            | Pt | G | V | N | P | GF | GS | QR     |
| ----------------- | ---- | ------------------ | -- | - | - | - | - | -- | -- | ------ |
|                   | 1.   | Građanski Zagabria | 8  | 4 | 4 | 0 | 0 | 22 | 1  | 22,000 |
|                   | 2.   | Concordia Zagabria | 5  | 4 | 2 | 1 | 1 | 14 | 4  | 3,500  |
|                   | 3.   | HAŠK Zagabria      | 5  | 4 | 2 | 1 | 1 | 6  | 2  | 3,000  |
|                   | 4.   | Šparta Zagabria    | 1  | 4 | 0 | 1 | 3 | 1  | 11 | 0,090  |
|                   | 5.   | Ilirija Zagabria   | 1  | 4 | 0 | 1 | 3 | 1  | 26 | 0,038  |
| Fonte: exyufudbal |      |                    |    |   |   |   |   |    |    |        |

Legenda:
      Campione di Zagabria e qualificato al Državno prvenstvo 1923.
  Partecipa agli spareggi.
      Retrocessa nella divisione inferiore.
Note:
Due punti a vittoria, uno a pareggio, zero a sconfitta.

## Risultati

### Tabellone
|           | Gra  | Con  | HAŠ  | Špa  | Ili  |
| --------- | ---- | ---- | ---- | ---- | ---- |
| Građanski | –––– | 4-0  | 2-1  | 2-0  | 14-0 |
| Concordia | -    | –––– | 0-0  | 6-0  | 8-0  |
| HAŠK      | -    | -    | –––– | 2-0  | 3-0  |
| Šparta    | -    | -    | -    | –––– | 1-1  |
| Ilirija   | -    | -    | -    | -    | –––– |

### Calendario
| Data                     | Partita               | Ris. |
| ------------------------ | --------------------- | ---- |
| 23.07.1923               | Građanski - Concordia | 4–0  |
| 23.07.1923               | HAŠK - Ilirija        | 3–0  |
| 29.07.1923               | Građanski - HAŠK      | 2–1  |
| 29.07.1923               | Concordia - Ilirija   | 8–0  |
| 05.08.1923               | Concordia - HAŠK      | 0–0  |
| 05.08.1923               | Građanski - Šparta    | 2–0  |
| 12.08.1923               | Ilirija – Šparta      | 1–1  |
| 26.08.1923               | Građanski - Ilirija   | 14–0 |
| 26.08.1923               | HAŠK – Šparta         | 1–0  |
| 02.09.1923               | Concordia - Šparta    | 6–0  |
| Fonte: Fonte: exyufudbal |                       |      |

## Provincia

### I župa— Sussak
```
Semifinale:    Viktorija Sušak - 
Orijent
                 0-6				
Finale:        
Orijent
 - Slavija Sušak                   3-0	
```

### II župa— Karlovac
```
Primo turno:   
ŠK Karlovac
 - Građanski Karlovac          4-3				
               Olimpia Karlovac - Meteor Karlovac        ritiro Meteor
Semifinale:    Olimpia Karlovac - 
ŠK Karlovac
            4-1				
Finale:        Olimpia Karlovac - Graničar Ogulin        3-1
```

### III župa— Brod
```
Primo turno:   Građanski Slavonski Brod - Union Bosanski Brod      3-2				
               
Marsonija Slavonski Brod
 - Proleter Slavonski Brod  6-1				
Semifinale:    Hakoah Slavonski Brod - Građanski Slavonski Brod    5-2				
Finale:        
Marsonija Slavonski Brod
 - Hakoah Slavonski Brod    5-1
```

### IV župa— Osijek
```
   Squadra                         G   V   N   P   GF  GS  Q.Reti  Pti
1  Sloga Osijek                    7   5   2   0   23  7   3,286   12	
2  Građanski Osijek                7   4   2   1   34  7   4,857   10	
3  
Slavija Osijek
                  7   4   2   1   18  6   3,000   10	
4  Hajduk Osijek                   7   5   0   2   19  9   2,111   10	
5  Amateri Osijek                  7   2   1   4   20  17  1,176   5	
6  Taninpila Sušine-Đurđenovac     7   2   0   5   10  24  0,417   4	
7  Makabi Osijek                   7   1   2   4   5   28  0,179   4	
8  
BŠK Belišće
                     7   0   1   6   2   33  0,061   1
```

### V župa— Varaždin
```
Semifinale:    
ČSK Čakovec
 - Varaždinec Varaždin         8-0				
               VŠK Varaždin - Drava Varaždin             1-0				
Finale:        
ČSK Čakovec
 - VŠK Varaždin                2-2 
(
dts
)
, 0-2 (ripetizione)
```

### VI župa— Bjelovar
```
Primo turno:   
BGŠK Bjelovar
 - SNŠK Slatina              2-0				
               Jadran Virovitica -VGŠK Virovitica        0-2				
Semifinale:    VGŠK Virovitica - KGŠK Križevci           ritiro Križevci
Finale:        
BGŠK Bjelovar
 - VGŠK Virovitica           1-2
```

### VII župa— Sisak
```
Semifinali:    Panonija Sisak - Radnik Sisak             ritiro Radnik
               Željezničar Sisak - 
Segesta
               ritiro Segesta
Finale:        Željezničar Sisak - Panonija Sisak        ritiro Panonija
```

### VIII župa— Banja Luka
```
Primo turno:   
Sloboda B. Novi
 - Balkan Banja Luka	 4-0				
               Građanski Prijedor - Slavija Prijedor     ritiro Slavija
Semifinale:    
Krajišnik
 - 
Sloboda B. Novi
               0-4				
Finale:        
Sloboda B. Novi
 - Građanski Prijedor      7-0
```

### IX župa— Daruvar
```
Semifinali:    ŠK Ivanić-Grad - Graničar Ivanić-Grad     4-0				
               DONK Daruvar - Građanski Pakrac           ritiro Građanski
Finale:        DONK Daruvar - ŠK Ivanić-Grad             ritiro Ivanić-Grad
```

### X župa— Požega
```
Finale:        PŠK Zmaj Požega - ŠK Ljeskovica	          1-2
```

### XI župa— Doboj
```
Semifinale:    Borba Bosanska Dubica - Unitas Nova Gradiška     ritiro Unitas
Finale:        Sloga Bosanska Gradiška - Borba Bosanska Dubica  ritiro Borba
```

### XII župa— Vinkovci
```
Primo turno:   Sokol Đakovo - ĐŠK Đakovo                 +w/o				
               Građanski Vukovar - Herut Vinkovci        1-2				
               Obrtna omladina Vinkovci - 
Cibalia
        0-1				
Semifinale:    
Cibalia
 - Herut Vinkovci                  7-1				
Finale:        
Cibalia
 - Sokol Đakovo                    7-1
```

### Finali provinciali
```
Primo turno:   
Cibalia
 - ŠK Ljeskovica                   2-0				
               Željezničar Sisak - 
Sloboda B. Novi
       3-0				
Secondo turno: 
Marsonia
 - 
Cibalia
                        4-2				
               
Orijent
 - Olimpija Karlovac               3-0				
Terzo turno:   
Marsonia
 - Željezničar Sisak              2-3				
               VŠK Varaždin - DONK Daruvar               ritiro DONK
               Sloga Osijek - VGŠK Virovitica            2-0				
Semifinali:    VŠK Varaždin - Željezničar Sisak          2-1				
               
Orijent
 - VGŠK Virovitica                 2-0				
Finale:        VŠK Varaždin - 
Orijent
                    1-0 (giocata il 04.11.1923)
```

## Finale sottofederale
| Squadra 1          | Risultato        | Squadra 2        |                              |
| ------------------ | ---------------- | ---------------- | ---------------------------- |
| 18 novembre 1923   | 18 novembre 1923 | 18 novembre 1923 | Marcatori                    |
| Građanski Zagabria | 4 – 0            | VŠK Varaždin     | Götz, Babić, Mesić, Vragović |